# فریده مهدوی دامغانی
فریده مهدوی دامغانی (زادهٔ ۲۸ تیر ۱۳۴۲، تهران) مترجم ایرانی است که تاکنون بیش از ۶۰۰ اثر از زبان‌های فارسی، انگلیسی، فرانسه، ایتالیایی، اسپانیایی و لاتین ترجمه کرده، هرچند تعدادی از آنها به چاپ نرسیده است. او همچنین ناشر، پژوهشگر، سخنران و مقاله‌نویس است و در رادیو و تلویزیون نیز فعالیت های مستمر داشته است. او فرزند احمد مهدوی دامغانی است.

## زندگی
فریده مهدوی دامغانی روز ۲۸ تیر ۱۳۴۲ در تهران به دنیا آمد. وی اصالتی دامغانی دارد و پدرش، احمد مهدوی دامغانی، بر مشی وی در زندگی تأثیر بسزایی داشته‌است. وی می‌گوید: 
«کتابخوانی را از هشت سالگی به صورت جدّی و با نظارت پدرم آغاز کردم، به طوری که به یاد دارم که «جنگ و صلح»، «بلندی‌های بادگیر» و «جین ایر» را در نه سالگی خواندم. با آثار هوگو، فئودور داستایوفسکی، تولستوی، دیکنز و تاماس هاردی، تا پیش از دوازده سیزده سالگی کاملاً آشنا بودم و «کمدی الهی» دانته را برای نخستین بار، در چهارده سالگی و به زبان فرانسوی خواندم».
 او تحصیلات عالی خود را در اروپا ادامه داده و دارای درجهٔ دکتری در زمینهٔ مطالعات ادبیات اروپای قرون وسطی است. فریده مهدوی علاوه بر زبان فارسی، به زبان‌های انگلیسی، فرانسه، ایتالیایی و اسپانیایی مسلط است؛ او همچنین با زبان لاتین هم آشنایی دارد.
وی در روز دوم مردادماه سال ۱۳۸۵ مصادف با ۲۴ ژوئیه ۲۰۰۶، در شهر راونا واقع در ایالت امیلیارمانیا، با حضور جمعی از مسئولان سیاسی و فرهنگی ایتالیا، نشان «کمن داتره» را که بالاترین نشان لیاقت در این کشور است، از ریاست جمهوری ایتالیا دریافت کرد. او نخستین فرد غیرایتالیایی است که موفق به کسب این نشان ارزشمند گردیده‌است. وی تا امروز موفق به دریافت چهل جایزهٔ ملی و بین‌المللی شده‌است.

## شیوه ترجمه
در انتخاب ترجمه‌هایی که انجام می‌دهد همواره درصدد بوده آثاری را ترجمه کند که همراه با پیام الهی و معنوی باشند از اینرو هیچ‌کدام از نویسندگان آثارش بدون اعتقادات دینی نمی‌باشند. همچنین در چگونگی انجام ترجمه شیوه خاصی را دنبال نمی‌کند و تلاش می‌کند که با دقت، روشنی، ظرافت و نهایت امانت متن را به زبان دوم برگرداند؛ و عقیده دارد ترجمه‌ای که همزمان از نظر زیبایی‌شناسی و سبک نگارش، بسیار مطابق با متن اصلی، و نیز بسیار خوشایند چشم و گوش و دل و روح و جان بوده بطوریکه مترجم برای ترجمه اش حس لذت و مشقت را چشیده ترجمه خوبی است.

## ترجمه‌ها
آثارش ترجمه هایی از ادبیات کلاسیک یا معاصر اروپا، آمریکای شمالی، آمریکای جنوبی و آسیای خاور دور است و نیز آثار عرفانی دنیای غرب و همینطور هم آثار اسلامی. او از فرانسه، انگلیسی، ایتالیایی، اسپانیایی و لاتین به فارسی و از فارسی به فرانسوی، انگلیسی و ایتالیایی ترجمه می کند.
بخشی از آثار ترجمه شده توسط وی در اینجا فهرست شده‌ است:
- کاترین (کنتس دوبرزه) اثر ژولیت بنزونی ۷ جلد
- کمدی الهی دانته دوزخ
- کمدی الهی دانته برزخ
- کمدی الهی دانته بهشت
- میهمانی دانته
- پیرامون سلطنت دانته
- پیرامون زبان عامیانه دانته
- زندگانی نو دانته
- علایم ستاره ای لیندا گودمن
- معبد سکوت اثر تامس اسپالدینگ
- آن شرلی اثر لوسی مد منت گومری  ۸ جلد
- کویین اثر الکس هیلی ۲ جلد
- بهشت گمشده اثر جان میلتون ۳ جلد
- صحیفه سجادیه به فرانسوی
- صحیفه سجادیه به ایتالیایی
- تمدن‌های گمشده باستانی جان میچل
- نگهبان دروازه اثر پاتریشیا هیز
- شوگون اثر جیمز کلاول
- تای پان جیمز کلاول
- شاه موش جیمز کلاول
- پیام آوران نور و حضور فرشتگان اثر تری تیلور
- کتاب فرشتگان اثر سوفی بورنهام
- ما نمی‌میریم جرج اندرسن
- شرکت جان گریشام
- شریک جان گریشام
- وصیت نامه جان گریشام
- مرد معصوم جان گریشام
- شاه زیانکاران جان گریشام
- وکیل خیابانی جان گریشام
- برادران اثر جان گریشام
- اتاق مجازات اثر جان گریشام
- خانه نقاشی شده جان گریشام
- سوگند خورده فراری جان گریشام
- احضاریه جان گریشام
- دستیار حقوقی جان گریشام
- با شما تا ابدیت لوسانگ رامپا
- چشم سوم لوبسانگ رامپا
- فرزانه گوشه‌نشین اثر لوبسانگ رامپا
- فصل‌هایی از زندگی لومبسانگ رامپا
- بودای کوچک اثر ویکی مکنزی
- بانوی بزرگ عالم (فاطیما) اثر آنی کرکوود
- هنر و زیبایی در قرون وسطی اومبرتو اکو
- جزیره روز پیشین اثر اومبرتو اکو
- چرا همانم که هستم اثر گراهام برنارد
- نماد بئاتریس در آثار دانته اثر چارلز ویلیامز
- تحف العقول فرانسوی و انگلیسی
- بهشت کافی فرانسوی و انگلیسی
- ارشاد شیخ مفید فرانسوی
- کاربرد کریستال‌های درمانی کاترین بومن
- افق روح اثر دکتر کاترین ریدال
- چهار میثاق دون میگوییل روئیز
- سرچشمه عشق دون میگوییل روئیز
- سه پرسش دون میگوییل روئیز
- جنگجوی صلح جو اثر دن میلمن
- سفر مقدس دن میلمن
- قوانین روحانی دن میلمن
- امدادهای غیبی دن میلمن
- مسیر پنهان دن میلمن
- گزیده نهج البلاغه (به زبان فرانسه)
- قطب نمای درون اسپنسر الیس
- تعالیم کنفوسیوس
- افسانه هفت استاد
- برای شهریاران اثر ایتن کنین (برنده جایزه پولیترز ۱۹۷۷)
- هیاهوی بسیار برای هیچ اثر شکسپیر
- رام کردن زن شرور اثر شکسپیر
- هر طور میل شما است اثر شکسپیر
- رنج بیهوده عشق اثر شکسپیر
- دو نجیب‌زاده ورونا اثر شکسپیر
- نیک آن باشد که انجامش نکوست اثر شکسپیر
- زنان شادکام ویندزور اثر شکسپیر
- بورژوای نجیب‌زاده اثر مولیر
- پزشک اجباری اثر مولیر
- عشق شفابخش اثر مولیر
- داستان مومیایی اثر تئوفیل گوتیه
- طریقت عشق (زندگی مولانا) اثر نایجل واتز
- نفس المهموم محدث قمی فرانسوی
- رساله حقوق امام سجاد ع فرانسه و انگلیسی
- نمایشنامه‌های اسکار وایلد در دو جلد
- راهبی که اتومبیل خود را فروخت رابین شارما
- زن در تصوف و عرفان اسلامی اثر آن ماری شیمل
- ترانه رلان (نخستین کتاب اروپا قرن یازدهم)
- زیباترین و معروفترین اشعار ادبیات اسپانیا
- اشعار اوژنیو منتاله (برنده جایزه نوبل ادبی ۱۹۷۵)
- کتاب شنی اثر خورخه لوئیس بورخس
- رنج‌های ورتر جوان اثر یوهان ولفگانگ گوته
- سمفونی روحانی اثر آندره ژید
- گزیده‌ای از اشعار سالواتوره کازیمودو
- گزیده‌ای از اشعار وینچنزو کردارلی
- اسکندر مقدونی اثر والرو مسیمو مانفردی در سه جلد
- زیباترین و معروفترین اشعار روم و یونان باستان
- زیباترین و معروفترین اشعار چین باستان
- زیباترین و معروفترین اشعار ایتالیا
- زیباترین و معروفترین اشعار فرانسه
- زیباترین و معروفترین اشعار ادبیات انگلستان
- زیباترین و معروفترین اشعار ادبیات آلمان
- زیباترین و معروفترین اشعار فرناندو پسوآ شاعر پرتغالی
- تریستان و ایزو (قرن دوازدهم میلادی)
- دعاهای کمیل، ندبه، توسل، عرفه و فرج، افتتاح، رجبیه، شعبانیه، ابوحمزه ثمالی به فرانسوی و انگلیسی
- زیارت عاشورا، ناحیه مقدسه، امین الله، اربعین، آل یاسین، وارث و زیارتنامه های چهارده معصوم علیهم السلام به فرانسوی و انگلیسی
- اصول کافی اثر شیخ کلینی در پنج جلد به فرانسوی
- در آستان رحمت الهی به فرانسوی و انگلیسی
- سروده های عاشورایی به فرانسوی
- در آغوش فرشتگان اثر درین ویرچیو
- فرشتگانی در لا به لای گیسوانم اثر لرنا برن
- در آغوش نور ده جلد
- در قلمرو نور سه جلد